# Михайло Кудзей
Михайло Кудзей (7 березня 1923, Няґів, нині округ Меджилабірці, Словаччина — 28 лютого 1973) — чехословацький політичний діяч Комуністичної партії Словаччини українського (русинського) походження, член Народної палати Федеральних зборів за часів нормалізації, військовий. Трагічно загинув в авіакатастрофі в Польщі.

## Життєпис
У 1939 виїхав Михайло до СРСР. У 1942 потрапив у німецький полон, 1943 повернувся на батьківщину і був мобілізований до армії Словаччини. 1944 дезертирував зі словацької армії та вступив до Першого Чехословацького армійського корпусу, що діяв у складі радянської армії (брав участь у Карпатсько-Дуклінській операції).
Від 1946 року Михайло перебуває на профспілковій і партійній роботі. З 1946 року був членом КПС. У 1950-х працював партійним функціонером у Східній Словаччині, наприкінці 1950-х навчався в Радянському Союзі в партшколі КПРС у Москві. Потім обіймав посади секретарів КПС районного рівня та головного секретаря КПС обласного рівня. Водночас у 1951–52 рр. він 1-й секретар Культурного союзу українських трудящих; 1955–58 — заступник голови Крайового національного комітету в Пряшеві.
У 1963–1971 роках значиться членом ЦК Комуністичної партії Словаччини. У 1966 році став кандидатом у члени ЦК КПС, у жовтні 1969 — член ЦК КПС. Він також обіймав посади в комуністичній партії. 26 червня 1970 року був кооптований членом ЦК Комуністичної партії Чехословаччини. Його затвердила на посаді XIV Конвенція КПЧС. Працював головою ЦК Комуністичної партії Чехословаччини з питань оборони та безпеки.
На виборах 1971 року він був депутатом Народного дому (виборчий округ № 198 — Свиднік, Східно-Словацька область). Він залишався у Федеральних зборах до своєї смерті в 1973 році. Потім його змінив Кароль Мартінка.
Він загинув у катастрофі військового літака Ан-24 28 лютого 1973 року в районі аеропорту Щецин-Голенюв у Польщі, аварія забрала загалом 18 жертв, серед яких міністр внутрішніх справ ПНР Вєслав Оцепка, а також міністр внутрішніх справ Чехословаччини Радько Каська.

### Зовнішні посилання
- (чеськ.) Михайло Кудзей у парламенті